# Der Moment der Erkenntnis
Der Moment der Erkenntnis (Originaltitel: Birthright) ist eine Doppelfolge der US-amerikanischen Science-Fiction-Fernsehserie Raumschiff Enterprise – Das nächste Jahrhundert. Es handelt sich um die 16. und die 17. Folge der sechsten Staffel. Sie wurde in den Vereinigten Staaten über Syndication vermarktet und erstmals am 22. Februar und 1. März 1993 auf verschiedenen Fernsehsendern ausgestrahlt. In Deutschland war sie zum ersten Mal am 8. und 9. Juni 1994 in einer synchronisierten Fassung auf Sat.1 zu sehen.

## Handlung

### Teil I
Im Jahr 2369 bei Sternzeit 46578.4 fliegt die Enterprise zur Raumstation Deep Space Nine, um auf dem nahe gelegenen Planeten Bajor beim Aufbau eines neuen Wasserverteilungssystems zu helfen. Auf der Krankenstation der Enterprise wird plötzlich ein Energieabfall registriert. Der zweite Offizier, der Android Data, will dem auf den Grund gehen. Er trifft in der Krankenstation auf Julian Bashir, den leitenden medizinischen Offizier von Deep Space Nine, der hier ein Gerät untersuchen möchte, das kürzlich im Gamma-Quadranten entdeckt wurde. Er ist dafür auf die Enterprise gekommen, da deren Computersysteme sehr viel fortschrittlicher sind als die der Station. Data weist Bashir höflich darauf hin, dass er vergessen habe, eine Genehmigung einzuholen. Er ist aber bereit, Bashir bei seiner Arbeit zu unterstützen, und schlägt vor, die Untersuchung im Maschinenraum fortzusetzen.
Auf Deep Space Nine wird Sicherheitschef Worf von einem Yridianer namens Jaglom Shrek angesprochen. Der behauptet, er habe Informationen über Worfs Vater Mogh. Dieser wurde offiziell vor 23 Jahren getötet, als der klingonische Außenposten Khitomer von den Romulanern überfallen wurde. Shrek meint jedoch, Mogh und einige andere Klingonen seinen in Wirklichkeit von den Romulanern gefangen genommen worden. Diese Nachricht wühlt Worf sehr auf, denn eine Gefangennahme gilt in der klingonischen Kultur als große Schande. Mogh hätte dadurch nicht nur sich selbst entehrt, sondern ebenso Worf und auch dessen Sohn Alexander.
Im Maschinenraum untersuchen Data, Bashir und Chefingenieur La Forge das fremde Gerät. Da Data der einzige Android in der Sternenflotte ist, zeigt Bashir großes Interesse an ihm und stellt ihm viele Fragen zu mehreren seiner Körperfunktionen. Auf einmal kommt es zu einer Überladung des Geräts. Ein Blitz entlädt sich und trifft Data. Der fällt bewusstlos zu Boden und erlebt eine Art Vision. Er wandert durch die Gänge der Enterprise und nimmt ein fernes, metallenes Geräusch wahr. Als er dem Geräusch nachgeht, findet er schließlich einen Schmied, der an einem Amboss steht. Als er sich umdreht, erkennt Data in ihm seinen Erschaffer Dr. Noonien Soong. Data erwacht und weiß nicht, wie er dieses Erlebnis einordnen soll. Eine Diagnose ergibt keine Fehlfunktion seiner Systeme und La Forge kann auch keine andere rationale Erklärung liefern.
In der Bar „Zehn Vorne“ sucht Data den Rat von Worf, denn er zieht in Betracht, dass er tatsächlich eine Vision hatte, und Worf hat aufgrund der Teilnahme an einem religiösen Ritual bereits Erfahrungen damit. Worf findet Datas Schilderung sehr spannend und muss dabei zugleich an sein eigenes Problem denken. Halb zu Data, halb zu sich selbst meint er, dass er die Sache unbedingt weiter verfolgen und seinen Vater finden müsse.
Data vergleicht seine Erfahrung mit den Aufzeichnungen verschiedener Kulturen. Captain Picard verdeutlicht ihm schließlich, dass Data eine eigene Kultur für sich darstellt und er sich daher darauf konzentrieren sollte, was die Vision für ihn selbst bedeutet. Er nimmt sich diesen Rat zu Herzen und beginnt daraufhin, wie besessen zu malen. Seine Bilder zeigen Ausschnitte aus seiner Vision, doch auch mehrmals einen Vogel oder einen Flügel, die in der Vision nicht vorkamen. Auch hierfür hat Data keine Erklärung. Er erkennt, dass er nur dann Antworten erhalten kann, wenn er noch einmal eine Vision erlebt. Mit Unterstützung von La Forge und Dr. Bashir stellt er die Umstände des ersten Vorfalls nach. Wieder wird er von einem Blitz getroffen und trifft in seiner Vision auf Dr. Soong. Auf seinem Amboss erblickt Data einen Flügel. Soong verkündet, er sei stolz auf Data, denn er habe eine neue Fähigkeit entwickelt, nämlich die zu träumen. Soong erklärt, Data sei der Vogel. Data erhebt sich daraufhin, fliegt eine Runde um die Enterprise und erwacht dann. Ihm wird klar, dass die Entladung Schaltkreise in seinem Neuralnetz aktiviert hat, die bisher inaktiv waren. Er beschließt, seine neue Fähigkeit weiter zu erforschen. Dr. Bashir verabschiedet sich von ihm und bittet um die Erlaubnis, eine wissenschaftliche Arbeit über diesen Vorfall verfassen zu dürfen.
Worf sucht erneut Jaglom Shrek auf und nötigt ihn dazu, ihn zum angeblichen Aufenthaltsort seines Vaters zu bringen. Shrek willigt notgedrungen ein und fliegt mit Worf an den Rand des romulanischen Raums zum Planeten Carraya IV. Dort befindet sich ein Gefangenenlager. Shrek landet in sicherer Entfernung. Worf macht sich zu Fuß auf dem Weg zum Lager und Shrek verspricht, in 50 Stunden zurückzukehren und ihn abzuholen. In der Nähe des Lagers trifft Worf auf eine junge klingonische Frau, die in einem Teich badet. Er versichert ihr, dass er sie nach Hause bringen will, doch die Frau, Ba’el mit Namen, ist verwirrt, denn sie betrachtet diesen Ort als ihr Zuhause. Als eine romulanische Wache sich nähert, muss Worf sich verstecken, doch Ba’el verrät ihn nicht. Er folgt ihr und schleicht sich ins Lager. Dort trifft er auf weitere Klingonen. Er erfährt, dass sie tatsächlich auf Khitomer gefangen genommen wurden. Worfs Vater sei dort allerdings ehrenvoll gestorben. Die Klingonen erklären ihm, dass sie hier nicht als Gefangene leben, sondern zusammen mit den Romulanern eine friedliche Gemeinschaft gebildet haben. Sie haben daher nicht die Absicht, den Planeten zu verlassen, und da Worf nun die Wahrheit kenne, dürfe auch er nicht mehr gehen.

### Teil II
Worf sieht sich mehreren Romulanern gegenüber und muss erkennen, dass eine Flucht sinnlos ist. Die beiden älteren Klingonen L’kor und Gi’ral erklären ihm die Umstände ihrer Gefangennahme: Während des Angriffs auf Khitomer verloren sie durch eine Explosion das Bewusstsein und erwachten erst wieder in Haft. Die Romulaner hatten ursprünglich vor, sie bei Verhandlungen mit der klingonischen Regierung gegen Territorium einzutauschen, doch da sie sich durch ihre Gefangennahme selbst entehrt hatten, waren sie für ihre Regierung nicht mehr von Interesse. Tokath, der Romulaner, der sie gefangen nahm, wollte sie daraufhin zunächst gehen lassen, doch sie konnten nicht zu ihren Familien zurückkehren, ohne auch diese zu entehren. So entschied sich Tokath, auf Carraya IV ein dauerhaftes Lager zu errichten, wo die Klingonen fortan, von ihm und seinen Leuten bewacht, leben sollten.
Worf stellt fest, dass die Klingonen hier neue Familien gegründet und Kinder bekommen haben. Er merkt aber auch, dass diese kaum etwas über ihre klingonische Kultur wissen. Sie benutzen klingonische Waffen als Spielgeräte und Gartenwerkzeuge, ohne ihre eigentliche Funktion zu kennen. Sie glauben außerdem, dass auf ihrer Heimatwelt immer noch ein blutiger Krieg tobt und ihre Eltern darum hierher geflohen sind, um in Frieden leben zu können. Tokath möchte, dass Worf sich mit der Situation abfindet, und erklärt ihm, dass er selbst eine klingonische Frau geheiratet hat. Worf plant aber weiter seine Flucht. Als er ein Signal von dem zurückgekehrten Shrek erhält, lässt er eine improvisierte Bombe hochgehen und nutzt die entstehende Verwirrung, um das Lager zu verlassen. Die Romulaner verfolgen ihn umgehend. Kurz bevor er Shreks Raumschiff erreicht, wird Worf von einem jungen Klingonen namens Toq angegriffen, der ihn verfolgt hat. Worf kann ihn überwältigen, zögert aber, ihn zu töten, daher können die Romulaner ihn ergreifen. Shrek fliegt daraufhin ohne Worf wieder fort.
Shrek verschwindet und erscheint nicht am geplanten Treffpunkt, wo er Worf eigentlich zurück zur Enterprise bringen sollte. Die einzige Möglichkeit, Worfs Aufenthaltsort festzustellen, besteht nun darin, auf Deep Space Nine anzufragen, ob ein Flugplan von Shreks Schiff vorliegt.
Um eine erneute Flucht zu verhindern, wird Worf ein Peilsender implantiert. Toq erhält den Auftrag, ihn zu bewachen. Dies gibt Worf allerdings die Gelegenheit, ihn und die anderen jungen Klingonen besser kennenzulernen. Er macht sie mit klingonischem Kampfsport vertraut. Ba’el zeigt ihm Waffen und Schmuck, die immer noch aufbewahrt werden. Ihre Mutter Gi’ral unterbindet aber rasch eine weitere Beschäftigung mit diesem Thema. Am Abend erzählt Worf am Feuer von Kahless, dem Begründer des Klingonischen Reichs. Ba’el fühlt sich sehr zu Worf hingezogen. Er ist ihr zunächst auch zugetan, doch als er sie küssen will, schreckt er zurück, denn er bemerkt, dass sie spitze Ohren hat. Sie erklärt, sie sei zur Hälfte Romulanerin, den Tokath ist ihr Vater. Worf ist zunächst irritiert darüber, dass sich eine Klingonin mit einem Romulaner einlassen konnte. Noch mehr ist er allerdings darüber verärgert, dass Tokath seine eigene Tochter über die wahren Gründe für die Existenz dieses Lagers belügt. Worf verärgert Ba’el jedoch nur, indem er sie bedrängt, ihren Vater nach der Wahrheit zu fragen.
Mehr Erfolg hat Worf bei Toq, denn den kann er für die traditionelle Jagd begeistern. Da L’kor sich für Worf verbürgt, erlaubt Tokath, dass Worf und Toq in den Wald gehen dürfen. Sie kehren schließlich mit einem erlegten Tier zurück. Toq steckt die anderen jungen Klingonen mit seiner Begeisterung an und sie singen gemeinsam ein klingonisches Siegeslied, das er bisher nur als Schlaflied kannte. Zögernd stimmen auch L’kor und Ba’el mit ein.
Tokath befürchtet, dass Worf nicht aufhören wird, den Klingonen gefährliche Gedanken einzupflanzen. Er sucht das Gespräch mit ihm und will ihm ein letztes Mal begreiflich machen, dass er hier eine einzigartige friedliche Gemeinschaft aufgebaut hat. Worf erwidert, die Gemeinschaft funktioniere nur durch die Unterdrückung der klingonischen Kultur. Er ist überzeugt, dass die Klingonen sich zum Gehen entscheiden würden, wenn man ihnen gestatten würde, Stärke zu zeigen. Tokath stellt Worf daraufhin ein Ultimatum: Entweder er fügt sich oder er wird getötet. Worf entscheidet sich für den Tod, denn dies sei der einzig ehrenvolle Weg.
Ba’el bittet Worf, eine erneute Flucht zu erwägen, doch er bleibt bei seiner Entscheidung. Am nächsten Tag ist seine Hinrichtung angesetzt. Tokath rechtfertigt seine Entscheidung, doch er überzeugt nicht alle Anwesenden. Toq stellt sich schützend vor Worf. L’kor folgt seinem Beispiel und nach ihm noch mehrere weitere Klingonen, darunter auch Ba’el. Tokath muss schließlich einsehen, dass er gescheitert ist. Er gestattet, dass alle Klingonen, die dies wünschen, das Lager verlassen dürfen. Toq und mehrere andere junge Klingonen entscheiden sich dafür, Ba’el aber bleibt im Lager bei ihren Eltern. Ein romulanisches Transportschiff wird angefordert, das sie und Worf zu einem Treffpunkt mit der Enterprise bringt. Um die Zurückbleibenden zu schützen, behauptet Worf gegenüber Captain Picard, auf Carraya IV gäbe es kein Gefangenenlager, sondern seine Begleiter seien Überlebende eines abgestürzten Raumschiffs.

## Verbindungen zu anderen Star-Trek-Produktionen
Der Moment der Erkenntnis ist eine Crossover-Folge von Raumschiff Enterprise – Das nächste Jahrhundert und der Spin-off-Serie Star Trek: Deep Space Nine.
Die Handlung von Der Moment der Erkenntnis baut auf mehreren früheren Folgen von Raumschiff Enterprise – Das nächste Jahrhundert auf. Die Geschichte um Worfs Kindheit auf Khitomer und den Angriff der Romulaner wurde erstmals in Folge 1.20 (Worfs Brüder) erwähnt und in den Folgen 3.17 (Die Sünden des Vaters) und 4.07 (Tödliche Nachfolge) sowie der Doppelfolge 4.26/5.01 (Der Kampf um das klingonische Reich) ausführlich thematisiert.
Einige Elemente aus dieser Doppelfolge wurden in späteren Star-Trek-Produktionen wieder aufgegriffen:
- Datas Fähigkeit zu träumen wird noch einmal in Folge 7.06 (Traumanalyse) von Raumschiff Enterprise – Das nächste Jahrhundert thematisiert.
- Worf betritt hier erstmals die Raumstation Deep Space Nine. In der Doppelfolge 4.01/02 (Der Weg des Kriegers) wird er später eine Hauptfigur der Serie Star Trek: Deep Space Nine.
- Der Planet Carraya IV ist in mehreren Folgen von Star Trek: Discovery, Star Trek: Picard und Star Trek: Strange New Worlds auf Sternenkarten eingezeichnet.
- Das klingonische Siegeslied aus Der Moment der Erkenntnis ist in Folge 2.13 (Ein Tribble namens Bribble) der animierten Serie Star Trek: Prodigy aus dem Jahr 2024 erneut zu hören.

## Produktion

### Drehbuch
Das Drehbuch zu dieser Folge geht auf zwei unterschiedliche Ideen zurück. Die erste wurde von George Brozak eingereicht und handelte von Klingonen, die gefangen genommen wurden und zu stolz sind, um in ihre Heimat zurückzukehren. Die zweite stammte von Daryl F. Mallett, Arthur Loy Holcomb und Barbara Wallace und behandelte die Möglichkeit, dass Worfs Vater das Massaker von Khitomer überlebt haben könnte.
Auf Anregung von Showrunner Michael Piller wurde die Geschichte zu einer Doppelfolge verarbeitet. Piller fand, dass eine Einzelfolge zu kurz sei, um die Geschichte vollständig zu erzählen. Für eine Doppelfolge wurde allerdings noch eine B-Handlung benötigt. Das Autorenteam entschied schließlich, dass diese sich um Data drehen sollte.

### Darsteller
Mit Siddig El Fadil als Dr. Julian Bashir hat erstmals eine Hauptfigur aus der Spin-off-Serie Star Trek: Deep Space Nine einen Auftritt in Raumschiff Enterprise – Das nächste Jahrhundert. In einer Statistenrolle ist außerdem die in Star Trek: Deep Space Nine regelmäßig auftretende Nebenfigur Morn (gespielt von Mark Allen Shepherd) zu sehen. An Stelle von El Fadil hätte ursprünglich Terry Farrell als Jadzia Dax auftreten sollen, doch sie war noch mit den Dreharbeiten zu der Folge Chula – Das Spiel von Star Trek: Deep Space Nine beschäftigt.
James Cromwell, Darsteller von Jaglom Shrek, hatte zuvor bereits Premierminister Nayrok in Folge 3.11 (Die Verfemten) von Raumschiff Enterprise – Das nächste Jahrhundert gespielt. Er spielte später noch Hanok in Folge 4.08 (Das Wagnis) von Star Trek: Deep Space Nine sowie Zefram Cochrane im Spielfilm Star Trek: Der erste Kontakt, in zwei Folgen von Star Trek: Enterprise und in Folge 3.01 (Startverbot) von Star Trek: Lower Decks. Cromwells Figur Jaglom Shrek spielt nur im ersten Teil von Der Moment der Erkenntnis eine größere Rolle. Im zweiten Teil hat er nur einen kurzen Auftritt und keinen Text. Ursprünglich sollte er auch hier eine größere Rolle spielen, doch seine Auftritte mussten größtenteils gestrichen werden, da Cromwell sich in der Zeit zwischen den Dreharbeiten der beiden Teile ein Bein gebrochen hatte.
Jennifer Gatti, Darstellerin von Ba’el, spielte auch Libby in Folge 2.05 (Der Zeitstrom) von Star Trek: Raumschiff Voyager.
Richard Herd, Darsteller von L’kor, spielte auch Admiral Owen Paris in vier Folgen von Star Trek: Raumschiff Voyager.
Alan Scarfe, Darsteller von Tokath, hatte zuvor bereits in Folge 4.11 (Datas Tag) von Raumschiff Enterprise – Das nächste Jahrhundert einen anderen Romulaner namens Admiral Mendak gespielt. In Folge 2.12 (Die Resistance) von Star Trek: Raumschiff Voyager spielte er Augris.

### Modelle und Kulissen
Für das yridianische Shuttle wurde das Modell einer Fluchtkapsel aus Folge 3.22 (Der Sammler) wiederverwendet.
Für die Darstellung des Gefangenenlagers auf Carraya IV wurde ein Modell angefertigt, das mit dem Matte Painting einer Dschungellandschaft kombiniert wurde. Diese Ansicht wurde in zwei Folgen von Star Trek: Deep Space Nine für die Darstellung anderer Planeten wiederverwendet.

## Rezeption
Keith DeCandido bewertete den ersten Teil von Der Moment der Erkenntnis 2012 auf tor.com als eine herausragende Folge von Raumschiff Enterprise – Das nächste Jahrhundert, die die beiden Figuren Worf und Data enorm weiterentwickelt. Er hob drei zentrale Unterhaltungen besonders hervor: Die erste ist die zwischen Bashir und Data, in der sich Bashir vor allem für die scheinbar banalen Aspekte von Datas Existenz interessiert, etwa seinen Haarwuchs. Die zweite ist die zwischen Data und Picard, in der Picard Data verdeutlicht, dass er eine eigene Kultur besitzt. Die dritte ist die zwischen Data und Worf, in der sich schließlich beide klar werden, dass sie sich auf die Suche nach ihren Vätern begeben müssen. Den zweiten Teil bewertete DeCandido als eine der besten Folgen der Serie und eine seiner liebsten Science-Fiction-Geschichten überhaupt. Ihn reizte besonders, dass die Menschheit hier keine Rolle spielt, sondern dass sich die Geschichte komplett um zwei außerirdische Kulturen dreht. Worf und Tokath bilden für DeCandido ein großartiges Gegensatzpaar, denn beide sind mit ihren Ansichten sowohl im Recht als auch im Unrecht. Worf macht die jungen Klingonen mit ihrer Kultur vertraut, den Romulanern und Ba’el gegenüber verhält er sich jedoch letztlich rassistisch. Tokath ist es gelungen, eine Gemeinschaft zu schaffen, in der Romulaner und Klingonen friedlich zusammenleben, doch sie ist trotz allem ein Gefängnis und funktioniert nur durch die Unterdrückung der klingonischen Natur. Den Drehbuchautor René Echevarria lobte DeCandido dafür, dass er verstanden habe, dass das Erzählen von Geschichten die Grundlage jeder Kultur ist und er folgerichtig die Handlung der Folge dadurch vorantrieb, dass Worf die jungen Klingonen mit Geschichten und Liedern aus ihrer Heimat vertraut macht.